# Cardamine gracilis
Cardamine gracilis är en korsblommig växtart som först beskrevs av Otto Eugen Schulz, och fick sitt nu gällande namn av Tai Yien Cheo och Rhui Cheng Fang. Cardamine gracilis ingår i släktet bräsmor, och familjen korsblommiga växter. Inga underarter finns listade i Catalogue of Life.